# Ахаваннах
Ахаваннах (англ. Aghavannagh; ирл. Aghavannagh, предположительно от achadh mbeannach, «холмистое поле») — деревня в Ирландии, находится в графстве Уиклоу (провинция Ленстер).
Деревня столь удалена, что местные жители говорят «это последнее место, которое создал Бог».